# Strahinjčica
Strahinjčica este o arie protejată (sit de importanță comunitară — SCI) din Croația întinsă pe o suprafață de 1.358,57 ha, integral pe uscat.

## Localizare
Centrul sitului Strahinjčica este situat la coordonatele 46°11′06″N 15°54′18″E / 46.184905°N 15.904973°E.

## Înființare
Situl Strahinjčica a fost declarat sit de importanță comunitară în iulie 2013 pentru a proteja 1 specie de plante și 5 specii de animale.

## Biodiversitate
Situată în ecoregiunea continentală, aria protejată conține 6 habitate naturale: Păduri pe pante, grohotișuri și ravene de Tilio-Acerion, Pajiști uscate seminaturale și facies de acoperire cu tufișuri pe substraturi calcaroase (Festuco-Brometalia) (* situri importante pentru orhidee), Pante stâncoase calcaroase cu vegetație casmofită, Păduri ilirice de stejar și carpen (Erythronio-Carpinion), Formațiuni ierboase bogate în specii de Nardus, dezvoltate pe substraturi silicioase în zone montane (și în zone submontane, în Europa continentală), Pajiști carstice calcaroase sau bazofile, de Alysso-Sedion albi.
La baza desemnării sitului se află mai multe specii protejate:
- plante (1): Himantoglossum adriaticum
- amfibieni (1): izvoraș-cu-burta-galbenă (Bombina variegata)
- nevertebrate (4): Cordulegaster heros, fluturele de noapte (Eriogaster catax), rădașcă (Lucanus cervus), Rosalia alpina

Pe lângă speciile protejate, pe teritoriul sitului au mai fost identificate 19 specii de plante.